# Sverre Bergli
Sverre Bergli, född 3 maj 1926 i Kongsberg,, död 16 november 2021 i Bærum, var en norsk filmfotograf och regissör.
Bergli verkade som filmfotograf mellan 1953 och 1974 och debuterade i Nils R. Müllers Vi vil skilles. Vid sidan av filmen var han fotograf vid Norsk Rikskringkasting, där ett av hans kännetecken var naturbilder. Han regisserade 1955 sin enda film, Arthurs forbrytelse.